# توماس ك. غوردون
توماس ك. غوردون (بالإنجليزية: Thomas C. Gordon)‏ هو محامي وقاضي وسياسي أمريكي، ولد في 14 يوليو 1915، وتوفي في 17 مايو 2003.